# Henry de Burgh (1er marquis de Clanricard)
Henry de Burgh (8 janvier 1742 - 8 décembre 1797) est un pair et un homme politique irlandais.

## Biographie
Il est le fils de John Smith de Burgh (11e comte de Clanricarde) et fait ses études de 1753 à 1758 au Collège d'Eton. En 1768, il est député à la Chambre des communes irlandaise représentant le comté de Galway. Il succède à son père comme comte de Clanricarde (entre autres titres) le 21 avril 1782, est devenu chevalier de l'ordre de Saint-Patrick le 5 février 1783 et est investi le 6 mars de la même année en tant que membre du Conseil privé d'Irlande.
Le 17 mars 1785, il épouse lady Urania Anne Paulet, fille de George Paulet (12e marquis de Winchester), mais ils n'ont pas d'enfants. Il est fait marquis de Clanricarde en 1785  et, de 1792 jusqu'à sa mort, le 8 décembre 1797, il est gouverneur et Custos Rotulorum du comté de Galway.